# 7월 20일
7월 20일은 그레고리력으로 201번째(윤년일 경우 202번째) 날에 해당한다.

## 사건
- 70년 - 예루살렘 포위 공격: 로마 제국 베스파시아누스 황제의 아들 티투스 장군이 4개 군단과 지원군, 공성병기로 템플 마운트의 북쪽 안토니아 요새를 집중공격하다.
- 1402년 - 앙카라 전투에서 티무르 제국의 티무르가 오스만 제국의 바예지드 1세를 격파하다.
- 1810년 - 콜롬비아가 스페인으로부터 독립하다.
- 1944년 - 7·20 음모가 발생하다.
- 1948년 - 이승만이 대한민국의 대통령으로, 이시영이 부통령으로 당선되다.
- 1969년 - 아폴로 11호가 인류 최초로 달에 착륙하다.
- 1989년 - 미얀마 아웅산 수지 여사 가택연금.
- 1999년 - 전 중국공산당 주석 장쩌민이 중국에 있는 수백만 명의 파룬궁 수련생들을 탄압하다.
- 2005년 - 보건의료노조 전면 파업하다.
- 2012년 - 울산 김홍일 자매살인사건이 일어나다.

## 문화
- 1968년 - 미국 시카고에서 제1회 스페셜 올림픽이 열리다.
- 1976년 - 미국의 우주 탐사선 바이킹 1호가 화성 착륙에 성공하다.
- 2002년 - 북한 고려항공, 양양공항(南) - 선덕공항(北) 남북직항로 첫 시험비행.
- 2008년 - 암브로시오스 아리스토텔리스 조그라포스 수도 대주교가 한국 정교회 제2대 교구장으로 착좌했다.
- 2014년 -
  - 미국 오하이오주 실베이니아에서 뉴질랜드 교포 리디아 고가 미국여자프로골프 투어 마라톤 클래식에서 우승하였다.
  - 서울특별시 성동구에 위치한 약수고가도로가 30년 만에 철거되었다.
  - 르세라핌의 김가람이 퇴출되었다.

## 탄생
- 기원전 356년 - 마케도니아 왕국의 아르게아다이 왕조 제26대 군주 알렉산드로스 대왕. (~기원전 323년)
- 1304년 - 이탈리아의 시인 프란체스코 페트라르카. (~1374년)
- 1519년 - 제230대의 교황 교황 인노첸시오 9세. (~1591년)
- 1539년 - 조선 중기의 문신, 정치인, 시인, 성리학자, 교육자, 화가 이산해(李山海). (~1609년)
- 1785년 - 오스만 제국의 30대 술탄 마흐무트 2세. (~1839년)
- 1804년 - 영국의 생물학자 리처드 오언. (~1892년)
- 1822년 - 오스트리아의 식물학자 그레고어 멘델. (~1884년)
- 1869년 - 중화민국의 저술가 겸 정치인, 혁명운동가 천샤오바이. (~1934년)
- 1897년 - 대한민국의 독립운동가 송영근. (~1942년)
- 1919년 - 뉴질랜드의 산악인 에드먼드 힐러리. (~2008년)
- 1920년
  - 미국의 관료, 정치인 엘리엇 리처드슨.(~1999년)
  - 이탈리아의 배우 레아 파도바니. (~1991년)
- 1925년 - 프랑스의 경제학자, 정치인 자크 들로르. (~2023년)
- 1930년
  - 대한민국 비전향 장기수 김은환.
  - 대한민국의 경제학자 백영훈. (~2023년)
  - 독일의 축구 선수 하인츠 쿠브슈.
- 1932년 - 한국계 미국인 현대미술가 백남준. (~2006년)
- 1933년 - 미국의 소설가 코맥 매카시. (~2023년)
- 1935년 - 일본의 문학자 니시오 간지. (~2024년)
- 1938년
  - 대한민국의 교육인 이홍하.
  - 미국의 배우 내털리 우드. (~1981년)
  - 영국의 축구 선수 로저 헌트. (~2021년)
- 1941년 - 독일의 배우, 의상 디자이너 쿠르트 라프. (~1988년)
- 1942년
  - 대한민국의 정치인 고민수. (~2022년)
  - 대한민국의 가수 겸 방송인 박상규. (~2013년)
- 1954년 - 대한민국의 바둑 기사 홍태선. (~2023년)
- 1956년 - 카메룬의 전 축구 선수 토마스 은코노.
- 1959년 - 대한민국의 대법관, 법조인 권순일.
- 1960년
  - 대한민국의 시사평론가 유창선.
  - 대한민국의 공무원 박영준.
- 1962년 - 대한민국의 가수 김헌영.
- 1963년 - 대한민국의 전 축구 선수 및 지도자 이종화.
- 1964년
  - 사운드가든, 오디오슬레이브 리드보컬 크리스 코넬.
  - 대한민국의 한의사 이광연.
  - 이탈리아의 축구 선수 세바스티아노 로시.
- 1965년 - 대한민국의 핸드볼 선수 성경화.
- 1966년
  - 대한민국의 아나운서 태의경.
  - 멕시코의 정치인 엔리케 페냐 니에토.
- 1967년 - 대한민국의 의료노동가 겸 노동운동가 이장우.
- 1969년 - 미국의 래퍼 박준형 (god).
- 1971년
  - 대한민국의 변호사, 정치인 현근택.
  - 캐나다의 배우 샌드라 오.
  - 대한민국의 아이언맨 김철
- 1972년
  - 대한민국의 성우 김아영.
  - 대한민국의 성우 임진응.
  - 슬로바키아의 아이스하키 선수 요제프 스튐펠.
- 1973년 - 멕시코 태생 미국의 영화 프로듀서 로베르토 오르시. (~2025년)
- 1975년
  - 대한민국의 전 희극인 정경숙.
  - 미국의 배우 주디 그리어.
  - 미국의 전 농구 선수 레이 앨런.
- 1976년 - 일본의 범죄자, 피해자 이소가이 리에.
- 1977년 - 대한민국의 아나운서 황순유.
- 1978년 - 대한민국의 가수 김종우.
- 1979년
  - 대한민국의 배우 이제니.
  - 대한민국의 희극인 장동민.
  - 대한민국의 전 야구 선수 윤상무.
  - 헝가리의 축구 선수 페헤르 미클로시. (~2004년)
- 1980년
  - 대한민국의 배우 진구.
  - 브라질의 모델 지젤 번천.
- 1981년 - 대한민국의 전 야구 선수 허준.
- 1982년
  - 대한민국의 전 야구 선수 박재상.
  - 대한민국의 방송작가 한유라.
- 1983년
  - 대한민국의 리포터 고다혜.
  - 대한민국의 배우 최우리.
- 1984년
  - 일본의 성우 오키 카나에.
  - 프랑스의 프리스타일 스키 선수 마리 마르티노.
- 1985년
  - 대한민국의 야구 선수 김지성.
  - 일본의 아이돌 오리이 아유미
- 1986년 - 덴마크의 축구 선수 테레사 닐센.
- 1987년 - 대한민국의 배우 장경아.
- 1988년 - 대한민국의 전직 스타크래프트 프로게이머 이동준.
- 1989년
  - 대한민국의 배우 이주승.
  - 러시아의 축구 선수 유리 가진스키.
  - 대한민국의 야구 선수 김수완.
- 1990년 - 대한민국의 아나운서 김해나.
- 1991년
  - 대한민국의 가수 시온.
  - 대한민국의 리그 오브 레전드 프로게임단 지도자 이종원.
- 1992년
  - 대한민국의 쇼트트랙 선수 노진규. (~2016년)
  - 대한민국의 인터넷 방송인 이현석.
  - 대한민국의 인터넷 방송인 사몰SAMOL.
  - 오스트레일리아의 전 야구 선수 김승훈.
- 1993년
  - 대한민국의 골퍼 정혜윤.
  - 프랑스의 축구 선수 뤼카 디뉴.
  - 뉴질랜드의 농구 선수 스티븐 애덤스.
  - 대한민국의 미스코리아 최혜린.
- 1994년 - 대한민국의 가수 유경목.
- 1995년 - 대한민국의 영화감독, 시나리오 작가 이하정.
- 1996년
  - 대한민국의 기상캐스터 황윤진.
  - 대한민국의 농구 선수 김진영.
  - 일본의 축구 선수 요네자와 레이.
- 1997년 - 중국의 배우 장커잉.
- 1998년
  - 대한민국의 배우 김현서.
  - 대한민국의 가수 엘리 (위키미키).
- 1999년 - 미국의 래퍼 팝 스모크. (~2020년)
- 2000년
  - 대한민국의 작가 이다은.
  - 대한민국의 리그 오브 레전드 프로게이머 에이밍.
  - 대한민국의 야구 선수 남호.
- 2001년 - 대한민국의 야구 선수 홍민기.
- 2002년 - 대한민국의 배우 박하영.
- 2003년 - 대한민국의 가수 구현. (BEBOYZ)
- 2005년 - 일본의 아이돌 나카야마 나츠메.

## 사망
- 1791년 - 대한민국의 실학자 안정복. (1712년~)
- 1824년 - 프랑스의 철학자 멘드비랑. (1766년~)
- 1839년
  - 조선의 가톨릭 순교자 김 로사. (1784년~)
  - 조선의 가톨릭 순교자 김 루치아. (1818년~)
  - 조선의 가톨릭 순교자 김성임. (1787년~)
  - 조선의 가톨릭 순교자 김장금. (1789년~)
- 1866년 - 독일의 수학자 베른하르트 리만. (1826년~)
- 1903년 - 제256대의 교황 교황 레오 13세. (1810년~)
- 1923년 - 멕시코의 혁명가 판초 비야. (1878년~)
- 1927년 - 루마니아의 군주 페르디난드 1세. (1865년~)
- 1937년 - 이탈리아의 과학자, 발명가 굴리엘모 마르코니. (1874년~)
- 1945년 - 프랑스의 시인 폴 발레리. (1871년~)
- 1951년 - 요르단의 국왕 압둘라 1세. (1882년~)
- 1970년 - 포르투갈의 정치인 안토니우 드 올리베이라 살라자르. (1889년~)
- 1973년 - 홍콩의 무술 배우 이소룡. (1940년~)
- 1995년 - 독일 출신의 지식인, 정치활동가 에르네스트 만델. (1923년~)
- 2004년 - 대한민국의 최규하 대통령 부인 홍기. (1916년~)
- 2006년 - 대한민국의 기업인 정인영. (1920년~)
- 2017년 - 미국의 가수 체스터 베닝턴. (1976년~)
- 2018년 - 일본의 정치인 마타요시 미쓰오. (1944년~)
- 2019년
  - 대한민국의 정치인, 축산경영인 강성원. (1928년~)
  - 이탈리아의 영화배우 일라리아 오키니. (1934년~)
  - 쿠바의 시인 로베르토 페르난데스 레타마르. (1930년~)
- 2020년 - 덴마크의 정치인 로네 뒤브키에르. (1940년~)
- 2021년 - 미국의 번역가 토머스 클리어리. (1949년~)
- 2022년 - 대한민국의 정치인 조성준. (1948년~)
- 2023년 - 리투아니아의 육상 선수 레미기유스 발리울리스. (1958년~)
- 2024년
  - 대한민국의 교수 계명찬. (1963년~)
  - 브라질의 축구 선수 모아시르 로드리게스 산투스. (1970년~)
- 2025년 - 미국의 영화배우 말콤 자말 워너. (1970년~)

## 기념일
- 독립기념일: 콜롬비아
- 친구의 날: 브라질, 우루과이, 아르헨티나 등

## 같이 보기
- 전날: 7월 19일 다음날: 7월 21일 - 전달: 6월 20일 다음달: 8월 20일
- 음력: 7월 20일
- 모두 보기